# Bistum Tandag
Das Bistum Tandag (lat.: Dioecesis Tandagensis) ist ein römisch-katholisches Bistum auf Mindanao, Provinz Surigao del Sur, Philippinen. Bischofssitz ist in Tandag City.
Die Diözese wurde am 16. Juni 1978 von Papst Paul VI. aus dem Bistum Surigao errichtet und dem Erzbistum Cagayan de Oro (Philippinen) als Suffraganbistum unterstellt. Johannes Paul I. setzte am 7. November 1978 den Ordensgeistlichen Ireneo A. Amantillo CSsR ins Bischofsamt ein.

## Ordinarien
- Ireneo A. Amantillo CSsR, 1978–2001
- Nereo P. Odchimar, 2001–2018
- Raul Dael, seit 2018